# Richard Soto
Richard Soto, né le 11 avril 1968 à New York, aux États-Unis, est un ancien joueur portoricain de basket-ball. Il évolue durant sa carrière au poste d'ailier.

## Palmarès
- Champion des Amériques 1995
- Vainqueur des Jeux panaméricains de 1991